# Stu Douglass
Stuart Williams "Stu" Douglass (Indianapolis, Indiana, 31 de marzo de 1990) es un jugador de baloncesto estadonundense nacionalizado israelí, que pertenece a la plantilla del Maccabi Ashdod B.C. de la Ligat ha'Al, la primera categoría del baloncesto israelí. Con 1,91 metros de estatura, juega en la posición de escolta.

## Trayectoria deportiva

### Universidad
Jugó cuatro temporadas con los Wolverines de la Universidad de Míchigan, en las que promedió 6,9 puntos, 2,3 rebotes y 2,3 asistencias por partido, Acabó su carrera con 136 partidos jugados de forma consecutiva, lo que igualó el récord de su universidad. Además acabó como el cuarto en todos los tiempos en triples intentados (603) y el quinto en anotados (205).

### Profesional
Tras no ser elegido en el Draft de la NBA de 2012, en julio fichó por el Planasa Navarra de la LEB Oro española, donde jugó una temporada, en la que promedió 9,5 puntos y 1,6 rebotes por partido.
En junio de 2013 firmó por dos temporadas con el Hapoel Gilboa Galil Elyon de la Ligat ha'Al israelí, pero solo jugó una de ellas, en la que promedió 5,8 puntos y 1,5 rebotes por partido. En septiembre de 2014 fichó por el Hapoel Afula B.C. de la Liga Leumit, la segunda categoría del baloncesto de Israel, donde jugó una temporada en la que promedió 14,7 puntos y 3,4 rebotes por encuentro, regresando al año siguiente a la máxima categoría al fichar por el Maccabi Kiryat Gat, con el que jugó una temporada en la que promedió 7,6 puntos y 2,0 rebotes.
En 2016 firmó con el Ironi Nahariya.